# Rua dos Aranhas (Funchal)
A Rua dos Aranhas é um arruamento no centro do Funchal, na Madeira. Esta via tem início na Avenida Arriaga e fim na Rua da Carreira, junto ao antigo cinema João Jardim, com um total de 243 metros de extensão.
A rua deve o seu nome à família dos Aranha, uma família que no século XVI passou pela Madeira. Antigamente, esta artéria ia da Rua da Carreira à Rua das Fontes (entre o Largo das Fontes e a Avenida do Mar e das Comunidades Madeirenses).
Também se chamou Rua do Dr. Chaves, referente a Manuel Figueira de Chaves. Parte da Rua dos Aranhas entre a Rua Hermegildo Capelo, mais tarde Avenida Arriaga, e a Rua das Fontes foi fechada ao público pelos anos de 1940 ou 1941, e, na década de 1980, o que deste troço restava desapareceu para a construção do Edifício Infante.

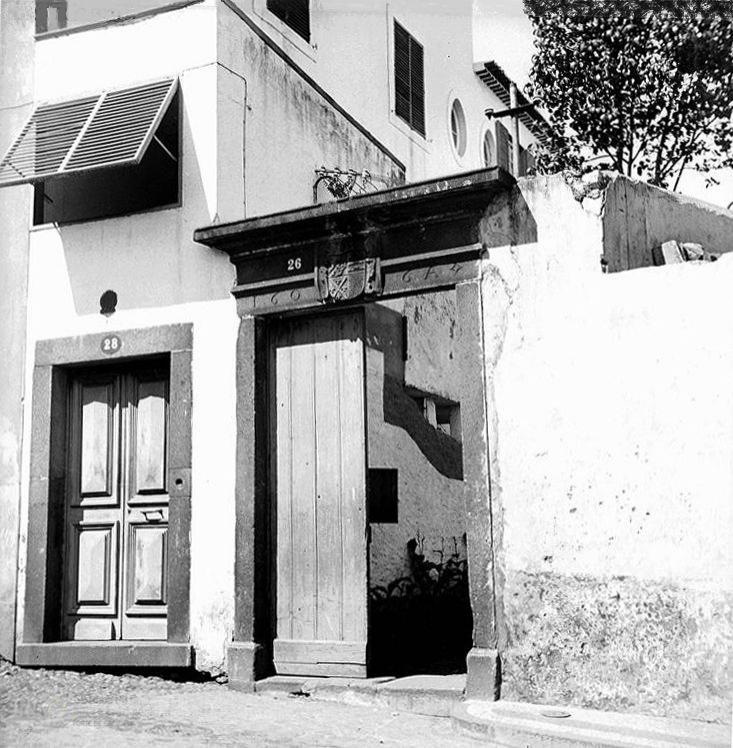
Entrada do Solar de D. Mécia, hoje sede da ACIF - Câmara de Comércio e Indústria da Madeira, na Rua dos Aranhas (c. 1940)